# Нотура
Нотура (Nothura) — рід птахів родини тинамових (Tinamidae). Рід містить 5 видів, що поширені у Південній Америці.

## Види і підвиди
- Nothura boraquira — нотура білочеревий
- Nothura minor — нотура-крихітка
- Nothura darwinii — нотура Дарвіна
- Nothura maculosa — нотура строкатий
- Nothura chacoensis — нотура чацький
- †Nothura paludosa
- †Nothura parvula